# Ptaszkowo

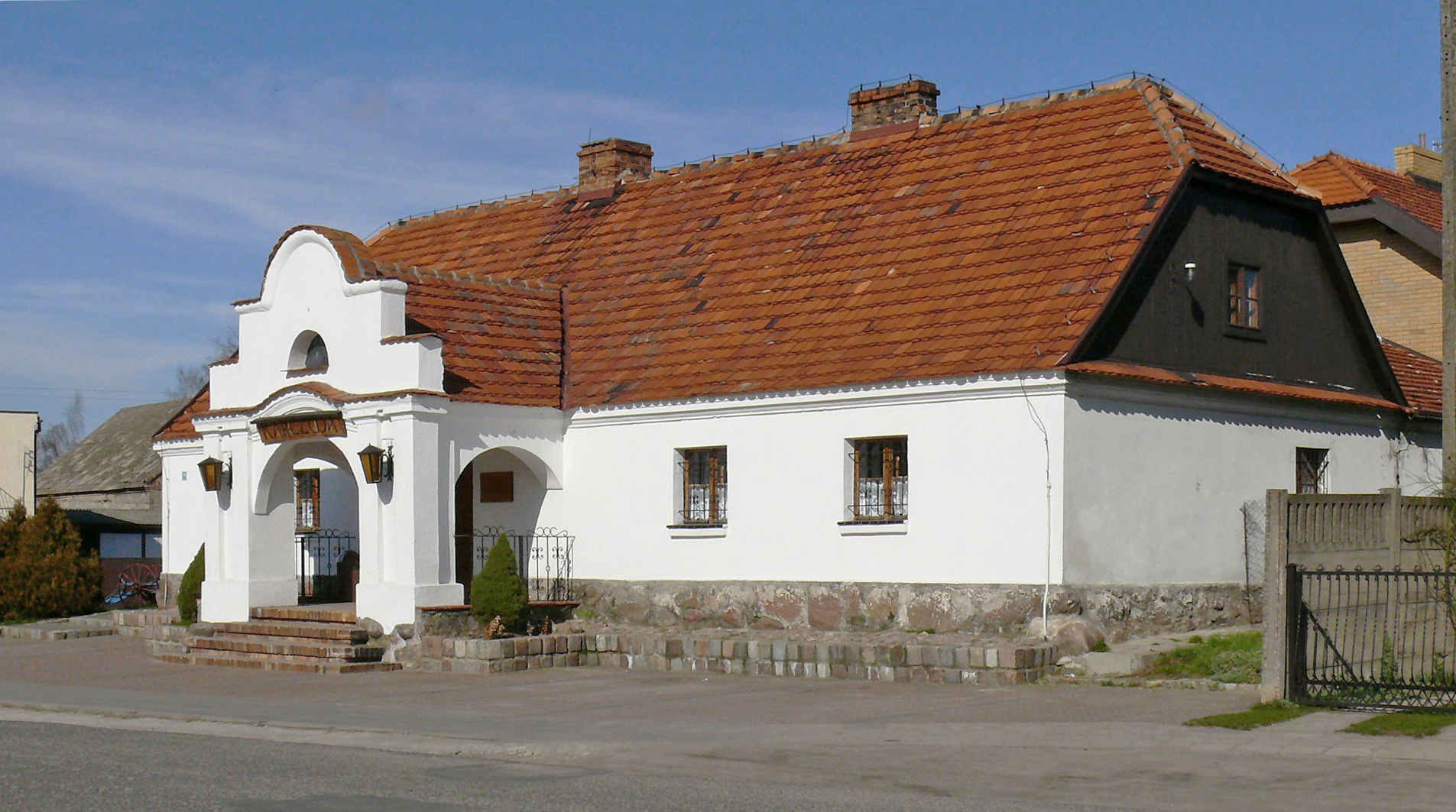
Historisches Gasthaus in Ptaszkowo

Ptaszkowo ist ein Dorf in der Woiwodschaft Großpolen, im Powiat Grodziski, in der Gemeinde Grodzisk Wielkopolski. Der Ort liegt 5 Kilometer östlich von Grodzisk Wielkopolski und 39 Kilometer südwestlich von Posen und hat 716 Einwohner. Das Dorf wurde 1298 das erste Mal schriftlich erwähnt.
Sehenswert sind hier das historische Gasthaus und die Dorfkirche. Beide Bauwerke stehen unter Denkmalschutz.

## Verkehr
Durch den Ort verläuft die Landesstraße 32.